# Dostaveníčka v Paříži
Dostaveníčka v Paříži (v originále Les Rendez-vous de Paris) je francouzský povídkový film z roku 1995 režiséra Érica Rohmera. Skládá se ze tří částí. Snímek měl světovou premiéru dne 22. března 1995.

## Děj
V různých pařížských čtvrtích se odehrávají tři příběhy o lásce, lžích a pravdě.

### 1. příběh:Le Rendez-vous de 7 heures
Esther je zamilovaná do svého přítele Horace. Její kamarádka ji informuje, že Horace se v kavárně na Place Igor-Stravinsky ve čtvrti Saint-Merri setkává s dalšími mladými dívkami, ač jí říká, že nemá čas. Esther přichystá na Horace past. Na trhu na Boulevardu Edgar-Quinet Esther dotěrně osloví mladý muž. Z rozmaru si s ním dohodne rande ve stejné kavárně, kam chodí Horace.

### 2. příběh:Les Bancs de Paris
On pracuje jako učitel filozofie na střední škole a bydlí na pařížském předměstí. Zůstává se svou snoubenkou, se kterou se nudí. Jednoho dne se potká On a Ona. Zamilují se a navážou milostný vztah. On stále váhá opustit svou snoubenku. Ona a On si hrají v Paříži na turisty. Jejich procházka začíná na nábřeží a poté pokračuje v pařížských parcích Montsouris nebo La Villette. Když jí ale přítel, se kterým žije, řekne, že pojede do Lyonu, navrhne svému milenci, aby po procházce strávili víkend v hotelu na Montmartru na náměstí, kde se nachází Bateau-Lavoir. Ale ve chvíli, kdy sem s ním vstoupí, uvidí něco, co ji odradí.

### 3. příběh:Mère et Enfant 1907
Mladý malíř ubytuje ve svém ateliéru Švédku, která přijela do Paříže. Jedná se o známou jeho přítele, který k němu posílá často své známé, aby je provedl Paříží. Švédka není příliš nadšená jeho obrazem a podrobí ho kritice. Chce jít raději do nedalekého Picassova muzea, tak ji tam doprovod. Rozdělí se a domluví si večer setkání v La Coupole. Malíř uvidí mladou ženu, která se sem přišla speciálně podívat na Picassův obraz Matka a dítě z roku 1907. Sedí před tímto obrazem. Následuje ji a osloví ji v rue de Thorigny. Pozve ji k sobě, ukazuje jí svá vlastní díla, která se jí líbí, ale žena se musí setkat se svým manželem, švýcarským uměleckým vydavatelem. Večer jde malíř do La Coupole.

### Mezihra na Mouffetard
Každému z příběhů předchází krátká mezihra zpívaná zpěvákem za doprovodu akordeonisty, oba umělci jsou oblečeni ve stylu 30. let. Scéna se má dle filmu odehrávat v rue Mouffetard, ale ve skutečnosti byla natočena v rue Sainte-Blaise, s kostelem Saint-Germain-de-Charonne v pozadí. Jde o poctu Renému Clairovi a jeho filmu Pod střechami Paříže. Stejná hudba uzavírá film.

## Obsazení
1. příběh
| Clara Bellar    | Esther           |
| Antoine Basler  | Horace           |
| Mathias Mégard  | flirtující       |
| Judith Chancel  | Aricie           |
| Malcolm Conrath | Félix            |
| Cécile Parès    | Hermione         |
| Olivier Poujol  | číšník v kavárně |

2. příběh
| Aurore Rauscher | Elle (Ona) |
| Serge Renko     | Lui (On)   |

3. příběh
| Michael Kraft      | malíř      |
| Bénédicte Loyen    | mladá žena |
| Veronika Johansson | Švédka     |

## Ocenění
- Evropské filmové ceny: Françoise Etchegaray (producentka)
- Filmový festival v Montréalu: uvedení mimo soutěž
- Mezinárodní filmový festival v Locarnu: projekce na Piazza Grande